# Bitwa pod Inab
Bitwa pod Inab rozegrana 29 czerwca 1149 pomiędzy siłami muzułmańskim Nur ad-Dina oraz Rajmunda.
Nur ad-Din uzyskał kontrolę nad Aleppo po śmierci ojca Zengiego w 1146. Uderzył na Księstwo Antiochii, a następnie bronił Damaszku przed wojskami II krucjaty w 1147, która przybyła pomścić upadek Hrabstwa Edessy w 1144. W czerwcu 1149 najechał znowu na Księstwo Antiochii i rozpoczął oblężenie twierdzy Inab, wspierany przez posiłki z Damaszku. Nur ad-Din zgromadził 6000 ludzi, większość stanowiła konnica.
Inab było bronione przez Rajmunda, który sprzymierzył się z Ali ibn-Wafą, przywódcą Asasynów i wrogiem Nur ad-Dina. 29 czerwca Nur ad-Din rozbił wojska Antiochii i Asasynów, a Rajmund i ibn-Wafa zginęli. Większość terytorium Antiochii stało się teraz dostępne dla Nur ad-Dina, przy czym najistotniejsza była droga do Morza Śródziemnego.
Nie udało się zdobyć samej Antiochii, która była broniona przez księżną Konstancję oraz patriarchę Aimerego z Limoges. Król Baldwin III Jerozolimski wysłał na północ wojska aby przerwać oblężenie.
Po bitwie pod Inab Nur ad-Din stał się bohaterem świata islamskiego. Jego celem stało się zniszczenie wszystkich państw krzyżowców.